# Grit Haid

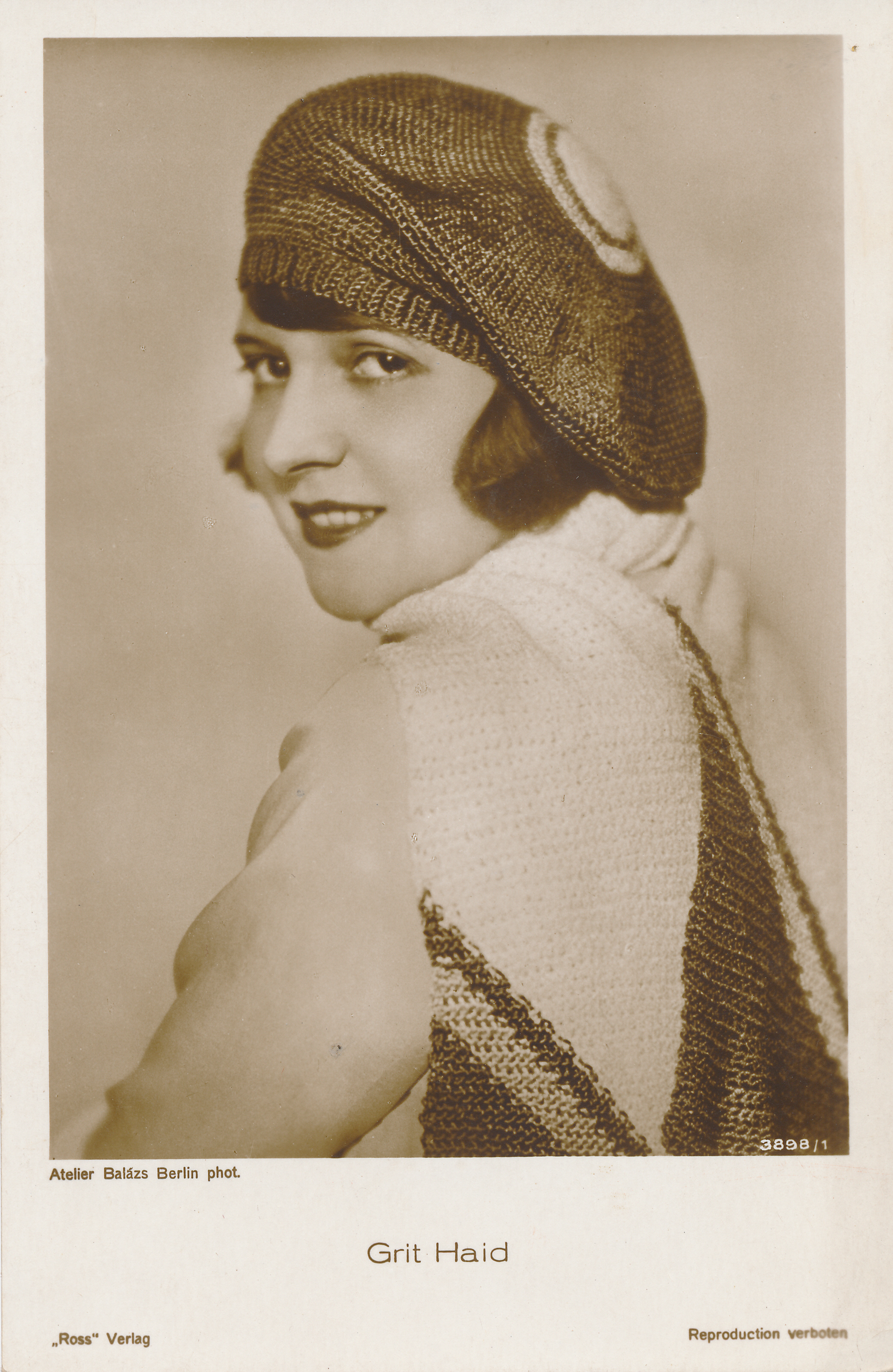
Grit Haid (1929)

Grit Haid (* 14. März 1900 in Wien; † 13. August 1938 bei Offenburg im Schwarzwald; eigentlich laut Geburts- und Taufbuch Margarethe (Grete) Anna Haid) war eine österreichische Schauspielerin.

## Leben
Die Schwester von Liane Haid erhielt Ballettunterricht und wurde Solotänzerin an der Volksoper. Bereits als Jugendliche kam sie zu ihren ersten Filmauftritten und war bald auf die Rolle des heiteren Wiener Mädels festgelegt. Nach dem Ersten Weltkrieg arbeitete sie unter anderem für die Wiener Filmag. Sie spielte vorwiegend in Filmkomödien, gelegentlich auch in Produktionen mit dramatischem Inhalt und erschien ab 1926 beim deutschen Film.
Daneben blieb sie in Wien und Berlin dem Theater verbunden und agierte 1926/27 unter der Regie von Max Reinhardt als Fräulein Roboz in Molnars Einakter Das Veilchen sowie als Nannie in Maughams Viktoria. In den dreißiger Jahren war Grit Haid, die mit dem Drehbuchautor Josef Than verheiratet war, nur noch in kleinen Rollen zu sehen. Bei ihrer Rückreise zu ihrem Ehemann nach Paris stürzte das Flugzeug (Flug Prag-Paris) bei Offenburg ab. Unter den 17 Todesopfern befand sich auch Grit Haid.

## Filmografie
- 1918: Gespenster
- 1918: Freier Dienst
- 1918: Don Cäsar, Graf von Irun
- 1919: Das Grab ihrer Liebe
- 1919: Sylvia Karner
- 1920: Die gekreuzigt werden...
- 1920: Marquis Fun
- 1920: Der Roman einer Tänzerin
- 1921: Pastorale
- 1921: Kaiser Karl
- 1922: Die Tochter des Brigadiers
- 1922: Das Gespenst auf Mortons Schloß
- 1922: Die Marquise von Clermont
- 1922: Rondinella
- 1922: Die drei Zigarren
- 1923: Carl Michael Ziehrers Märchen aus Alt-Wien
- 1923: Die Hölle von Barballo
- 1924: Pflicht und Ehre
- 1926: Junges Blut
- 1926: Menschen untereinander
- 1926: Wir sind vom K. u. K. Infanterie-Regiment
- 1926: Die drei Mannequins
- 1927: Faschingszauber
- 1927: Der Soldat der Marie
- 1927: Rinaldo Rinaldini
- 1927: Der Mann ohne Kopf
- 1928: Der alte Fritz, 1. Teil: Friede
- 1928: Schenk mir das Leben
- 1928: Saxophon-Susi
- 1928: Ein Mädel mit Temperament
- 1928: Eddy Polo im Wespennest
- 1929: Es war einmal ein treuer Husar
- 1929: Aus dem Tagebuch eines Junggesellen
- 1929: Unsere Liebe war Sünde
- 1928: Der gefesselte Polo
- 1929: Andreas Hofer
- 1929: Sein bester Freund
- 1929: Wildschütz Jennerwein
- 1930: Man schenkt sich Rosen, wenn man verliebt ist
- 1930: Der Mönch von St. Bartholomä
- 1930: Im Kampf mit der Unterwelt
- 1930: Terra Melophon Magazin Nr. 1
- 1930: Namensheirat
- 1930: Der Jäger von der Riß. Der Schuß im Morgengrauen
- 1931: Leichtsinnige Jugend
- 1931: Die Mutter der Kompagnie
- 1931: Ein süßes Geheimnis
- 1932: Fürst Seppl
- 1933: Drei Kaiserjäger
- 1934: Zigeunerblut
- 1935: … nur ein Komödiant